# August Lewakowski
August Lewakowski (ur. 21 kwietnia 1833 w Snopkowie pod Lwowem, zm. 12 września 1891 w Iwoniczu) – prawnik, sędzia i adwokat, powstaniec styczniowy, burmistrz Krosna, poseł do austriackiej Rady Państwa.

## Życiorys
Ukończył gimnazjum, a następnie wydział prawa uniwersytetu we Lwowie, na którym uzyskał tytuł dr prawa. Następnie pracował w sądownictwie galicyjskim, od 1856 był auskultantem, a od 1860 adiunktem w Sądzie Krajowym we Lwowie. Następnie był sędzią w sądach powiatowych w Krośnie (1870–1876) i Samborze (1876–1882). Od 1882 prowadził kancelarię adwokacką w Krośnie.
Podczas powstania styczniowego wraz z braćmi uczestniczył w walkach na terenie Królestwa Polskiego.
Był członkiem Rady Powiatu (1870–1876) i Wydziału Powiatowego (1870–1874) w Krośnie. W latach 1887–1891 burmistrz Krosna. Zainicjował budowę drogi dojazdowej do stacji kolejowej w Krośnie. Wspierał rozwój przemysłu i szkolnictwa tkackiego w tym mieście. Pomysłodawca zorganizowania kombinatu szkolno-handlowego. Założył Towarzystwo Tkaczy w Korczynie. Prezesował straży pożarnej i założył orkiestrę strażacką. Pełnił również funkcję Dyrektora Towarzystwa Zaliczkowego.
Poseł do austriackiej Rady Państwa VII kadencji (14 października 1887 – 23 stycznia 1891), wybrany został po rezygnacji Józefa Jasińskiego w wyborach uzupełniających w kurii IV (gmin wiejskich) z okręgu wyborczego nr 10 (Jasło-Frysztak-Gorlice-Biecz-Krosno-Żmigród-Dukla). W parlamencie członek Koła Polskiego.

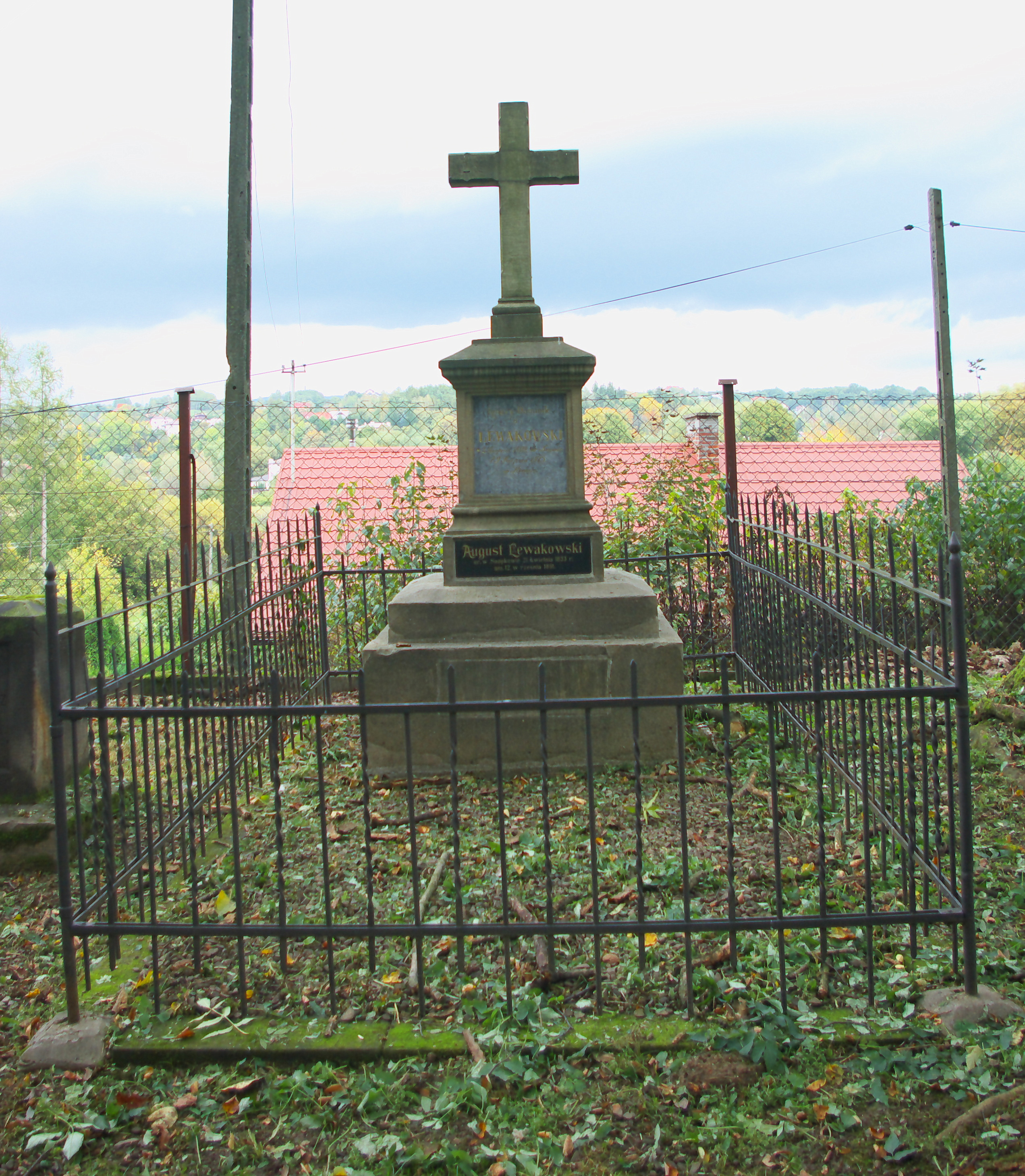
Nagrobek Augusta Lewakowskiego

Zmarł nagle na serce w iwonickim uzdrowisku, gdzie odpoczywał u swego brata Karola. Został pochowany w grobowcu rodzinnym na Starym Cmentarzu w Krośnie. Jego imię nosi jedna z krośnieńskich ulic.

## Rodzina
Urodził się w zamożnej rodzinie lwowskich mieszczan. Był synem Ignacego Lewakowskiego i Oktawii z domu Gerard de Festenburg. Jego braćmi byli powstaniec styczniowy i prezes PSL Karol Lewakowski (1836–1912), powstaniec styczniowy i ziemianin Alfred Lewakowski (1841–1912) oraz ziemianin Władysław Lewakowski (1840–1880). Mąż Emilii z Antoniewiczów, mieli cztery córki. Jego bratankiem, synem Władysława był przedsiębiorca Zygmunt Lewakowski (1865–1941).